# تفشي مرض جدري النسناس في إسرائيل عام 2022
يعد تفشي مرض جدري النسناس في إسرائيل عام 2022 جزءًا من الجائحة الحالية لجدري النسناس البشري الناجم عن الفصيلة غرب الإفريقية للفيروس. أبلغ عن تفشي المرض لأول مرة في إسرائيل في 20 مايو 2022، عندما أعلنت وزارة الصحة عن حالة مشتبه بها، ثم أكدت إيجابيتها في 21 مايو 2022. بعد شهر واحد، في 21 يونيو، أبلغ عن أول حالة منتقلة محليًا.
تعتبر إسرائيل حاليًا الدولة الأكثر تضررًا في آسيا، وتقع في المرتبة 14 عالميًا بين الدول الأكثر تضررًا. كانت إسرائيل أيضًا أول دولة في آسيا تبلغ عن حالة من هذا المرض.

## انتقال المرض

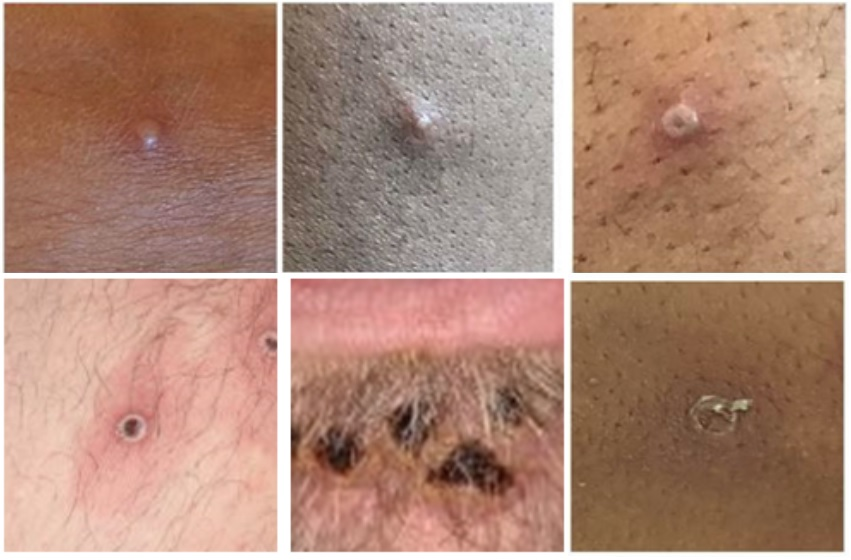
صورة توضح مراحل تطور الآفة.

يُعتقد أن جزءًا كبيرًا من المصابين لم يسافروا مؤخرًا إلى إحدى الدول الإفريقية الموبوءة بمرض جدري النسناس، كنيجيريا وجمهورية الكونغو الديمقراطية بالإضافة إلى إفريقيا الوسطى والغربية. يعتقد بأن الفيروس ينتقل عن طريق الاتصال الوثيق مع المرضى، وخصوصًا الأفراد الذين يعانون من آفات على جلدهم أو أعضائهم التناسلية، أو عبر الاحتكاك بمكان نومهم وملابسهم. أوصى مركز السيطرة على الأمراض والوقاية منها بالابتعاد عن الحيوانات النافقة واستهلاكها، كالجرذان والسناجب والسعادين والقردة، إضافةً إلى تجنب الطرائد البرية أو المستحضرات المشتقة من الحيوانات الإفريقية.
بالإضافة إلى الأعراض الشائعة، كالحمى والصداع وتضخم الغدد اللمفاوية والطفح الجلدي أو الآفات الجلدية، عانى بعض المرضى أيضًا من التهاب المستقيم، وهو التهاب في بطانة المستقيم. أوصى مركز السيطرة على الأمراض والوقاية منها الأطباء بعدم استبعاد جدري النسناس لدى المرضى الذين يعانون من الأمراض المنقولة جنسيًا، فقد أبلغت بعض التقارير عن حدوث عدوى مشتركة مع مرض الزهري والسيلان وداء المتدثرات، أو الكلاميديا، والهربس.

## نبذة تاريخية

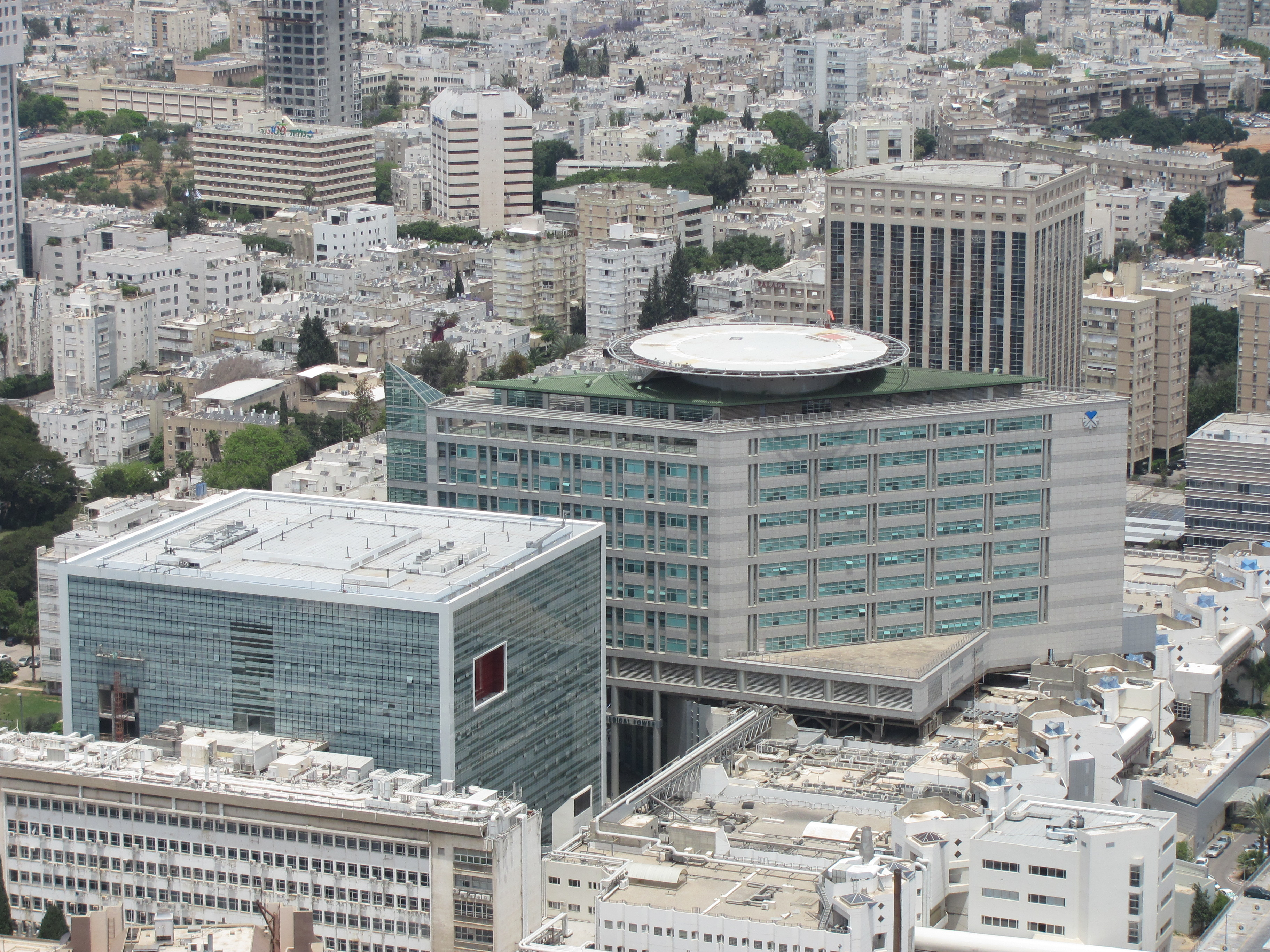
مستشفى إيخيلوف ومركز سوراسكي الطبي في تل أبيب (فلسطين المحتلة).

### حالة وافدة قبل تفشي المرض
في عام 2018، اكتشفت أول حالة وافدة في إسرائيل، عندما وصل رجل يبلغ من العمر 38 عام من ولاية ريفرز بنيجيريا في أواخر سبتمبر إلى إسرائيل، وحينها ظهرت عليه أعراض المرض في نفس الشهر. في وقت لاحق من شهر أكتوبر، طلب المريض رعاية طبية في المركز الطبي شعاري تسيديك في القدس، وعندها أثبتت إصابته بفيروس من فصيلة جدري النسناس غرب الإفريقية. رصدت الهيئات المعنية جميع مخالطي المريض وتابعتهم، ولكنها لم تكتشف أي انتقال للفيروس.

### وصول المرض[4]
مع انتشار الجائحة في أوروبا في منتصف مايو 2022، أبلغت وزارة الصحة الإسرائيلية عن حالة مشتبه بها لجدري النسناس في البلاد في 20 مايو. أثبتت إيجابية الحالة في 21 مايو، لتصبح الحالة الأولى في إسرائيل خلال فترة تفشي الجائحة.
عاد الرجل البالغ من العمر 30 عام من أوروبا الغربية حيث أصيب بالمرض. ذكرت الوزارة أنه عزل في مستشفى إيتشيلوف العام في تل أبيب.

### انتشار المرض
أبلغت وزارة الصحة عن أول حالة انتقال مجتمعي في 21 يونيو 2022.